# Markis McDuffie
Markis McDuffie, né le 6 septembre 1997 à Paterson, dans le New Jersey, est un joueur américain de basket-ball évoluant au poste d'ailier fort.

## Biographie
Markis McDuffie est formé aux Shockers de Wichita State. Il est sélectionné dans la First-Team de la Missouri Valley Conference en 2017. Il est sélectionné dans la Second-Team de l'American Athletic Conference en 2019.
Non sélectionné lors de la draft 2019 de la NBA, il participe à la NBA Summer League 2019 avec les Pacers de l'Indiana. Il signe son premier contrat professionnel en août 2019 avec le club hongrois d'Alba Fehérvár.
En août 2020, il rejoint le club italien de l'Unione Cestistica Casalpusterlengo en Serie A2. Il tourne à 20,4 points et 6,3 rebonds de moyenne.
Le 6 août 2021, il signe avec Napoli Basket en Serie A.
Il signe à la JDA Dijon pour la saison 2022-2023, où il inscrit 16,9 points et 5,8 rebonds de moyenne. Il est sélectionné dans le 5 majeur pour le All-Star Game LNB 2022. 
À la suite de cette saison, il rejoint Türk Telekomspor. Il est remercié par le club turc le 27 décembre 2023 après une première partie de saison jugée décevante (6,9 points à 39% et 3,6 rebonds en 19 matchs). Il rejoint Pesaro, à la lutte pour le maintien en Serie A en janvier 2024. Il affiche 16,3 points, 6,3 rebonds et 17,2 d’évaluation de moyenne en 13 rencontres.
Le 25 juillet 2024, la JDA Dijon annonce son retour pour la saison 2024-2025.